# .no
.no è il dominio di primo livello nazionale assegnato alla Norvegia.

## Domini di secondo livello
Sono disponibili i seguenti domini di secondo livello:
- .fhs.no
- .vgs.no
- .fylkesbibl.no
- .folkebibl.no
- .museum.no
- .idrett.no
- .herad.no
- .kommune.no
- .gielda.no
- .suohkan.no
- .tjielte.no
- .uenorge.no
- .priv.no